# Charles Babbage
Charles Babbage (n. 26 decembrie 1791, Greater London, Anglia, Regatul Marii Britanii – d. 18 octombrie 1871, Greater London, Anglia, Regatul Unit al Marii Britanii și Irlandei) a fost un matematician, filosof, inventator și inginer mecanic englez. A fost cel dintâi care a imaginat o mașină de calculat programabilă, asemănătoare computerelor din ziua de azi. Din acest motiv este privit ca un „părinte” al informaticii.
Babbage a început să-și proiecteze „Mașina analitică” în 1837, dar nu a reușit să o construiască până la moartea sa, din cauza limitărilor tehnologice ale vremii. Cu toate acestea, o mașină construită în 1991 după schițele sale s-a dovedit a funcționa perfect. Ideile lui Babbage erau atât de revoluționare pentru vremea sa încât n-au fost înțelese decât de o singură persoană dintre contemporanii săi. Aceasta era matematiciana Ada Lovelace, cea care a și scris primul program pentru Mașina analitică a lui Babbage, rămânând astfel în istorie ca primul programator.

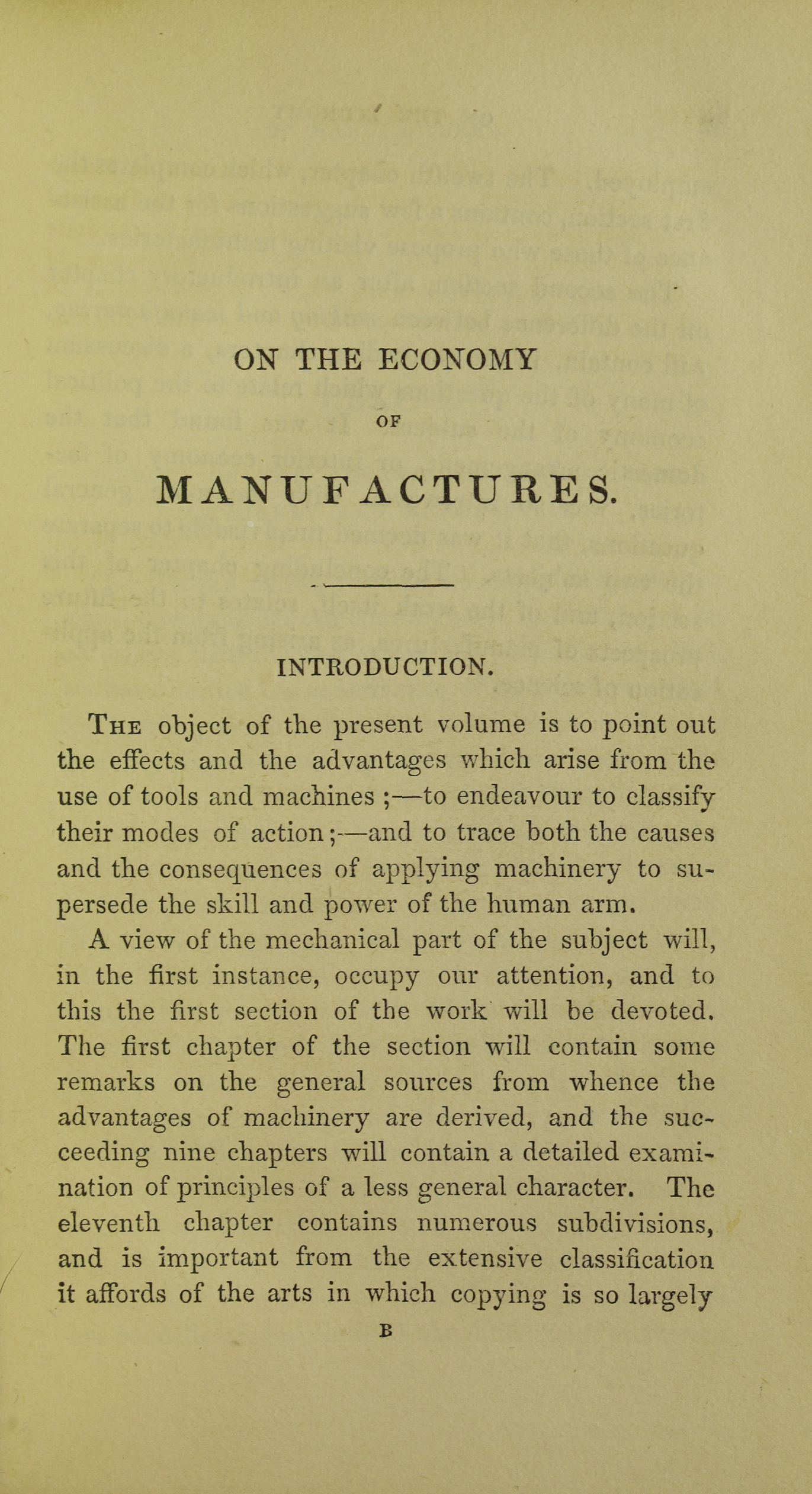
On the economy of machinery and manufactures, 1835

De asemenea, Babbage a propus tratarea mai generală a ecuațiilor funcționale reduse la diferențe finite.
A încurajat studiul seismologiei, al mareelor, al metrologiei, al magnetismului.

## Legături externe
- Baynes, T.S., ed. (1878). „Charles Babbage”. Encyclopædia Britannica. 3 (ed. 9th). New York: Charles Scribner's Sons. p. 178.
- Chisholm, Hugh, ed. (1911), „Babbage, Charles”, Encyclopædia Britannica, 3 (ed. 11), Cambridge University Press, p. 91
- The Babbage Papers The papers held by the Science Museum Library and Archives which relate mostly to Babbage's automatic calculating engines
- The Babbage Engine: Computer History Museum, Mountain View CA, USA. Multi-page account of Babbage, his engines and his associates, including a video of the Museum's functioning replica of the Difference Engine No 2 in action
- Analytical Engine Museum John Walker's (of AutoCAD fame) comprehensive catalogue of the complete technical works relating to Babbage's machine.
- Charles Babbage A history at the School of Mathematics and Statistics, University of St Andrews Scotland.
- Mr. Charles Babbage: obituary from The Times (1871)